# هرقل ميراندا
هرقل ميراندا (بالبرتغالية: Hércules de Miranda‏) (مواليد 2 يوليو 1912) هو لاعب كرة قدم. يلعب مع منتخب البرازيل لكرة القدم. سبق له أن لعب في كأس العالم لكرة القدم مع منتخب بلاده.

## روابط خارجية
- هرقل ميراندا على موقع الاتحاد الدولي (مؤرشف)  (الإنجليزية)
- هرقل ميراندا على موقع قاعدة بيانات كرة القدم.إي يو (الإنجليزية)
- هرقل ميراندا على موقع ناشيونال فوتبول تيمز (الإنجليزية)
- هرقل ميراندا على موقع Soccerway.com (الإنجليزية)
- هرقل ميراندا على موقع عالم كرة القدم.نت (الإنجليزية)